# Каллин, Митч
Митч Ка́ллин (англ. Mitch Cullin, род. 23 марта 1968 года в Санта-Фе, штат Нью-Мексико, США) — американский писатель. Он является автором семи романов и одного сборника рассказов. В настоящее время он проживает в Аркадии, Калифорния и Токио, Япония, со своим партнером и постоянным соавтором Питером И. Чангом. Его книги были переведены на более чем 10 языков, среди которых французский, польский, японский, и итальянский.

## Личная жизнь
Каллин родился в Санта-Фе, штат Нью-Мексико, и утверждает, что имеет шотландско-ирландские и чероки корни.

## Отзывы
The New York Times описала творчество Каллина как «блестящее и прекрасное», но автор признался, что «в половине случаев я даже не уверен, почему я делаю выбор в написании, или как это работает, когда работает».

## Творчество
- Whompyjawed (1999)
- «Ветки» / Branches (2000)
- «Страна приливов» / Tideland (2000, рус. изд. 2006)
- «Космология Бингхема» / The Cosmology of Bing (2001)
- «От Глубокой долины в лесу» / From The Place in the Valley Deep in the Forest (2001)
- «Нижняя поверхность» / UnderSurface (2002)
- «Пчёлы мистера Холмса» / A Slight Trick of the Mind (2005)

### Экранизации
- 2005 — «Страна приливов» / Tideland
- 2015 — «Мистер Холмс» / Mr. Holmes (по роману «Пчёлы мистера Холмса»)